# Сосна (село)
Сосна (каз. Сосна) — село в Мендыкаринском районе Костанайской области Казахстана. Входит в состав Сосновского сельского округа. Находится примерно в 26 км к востоку от районного центра, села Боровского. Код КАТО — 395659400.

## Население
В 1999 году население села составляло 524 человека (254 мужчины и 270 женщин). По данным переписи 2009 года, в селе проживало 309 человек (156 мужчин и 153 женщины). По данным переписи 2021 года, в селе проживало 178 человек (96 мужчин и 82 женщины).